# Demi-glace

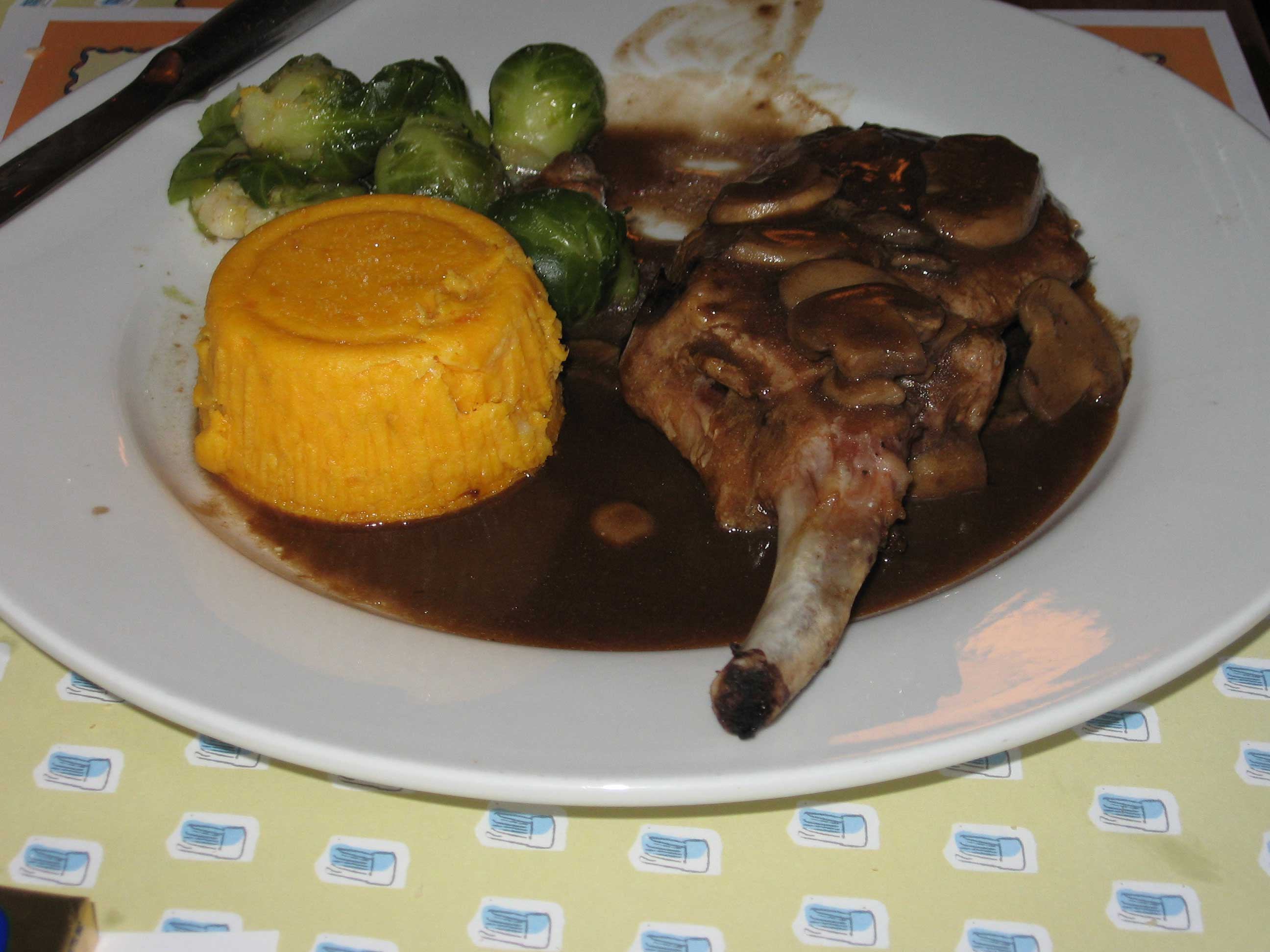

El demi-glace es la salsa marrón de la cocina francesa que se usa sola o como base para otras salsas. La palabra francesa glace hace referencia a la formación de hielo o glaseado. Tradicionalmente se ha hecho mediante la combinación de partes iguales de caldo de ternera y salsa espagnole, siendo esta última una de las cinco salsas madre de la cocina francesa clásica. La mezcla se cocina a fuego lento, reduciéndose luego a la mitad. Variantes comunes de demi-glace utilizan una mezcla de 1:1 de caldo de carne o pollo y la salsa espagnole. Estos se conocen como "demi-glace de res" (demi-glace au boeuf) o "demi-glace de pollo" (demi-glace au poulet). El término "demi-glace" por sí mismo implica que se hace con el caldo de ternera tradicional.

## Características
La salsa demi-glace es una salsa marrón oscura o formada por un fondo de ternera ligado con una 1/4 parte de vino. Se trata de una salsa madre (generalmente reducida a fuego lento hasta que llegue a 2/3 de su volumen), de la que derivan otras salsas de carnes. 
Es la base de toda cocina francesa.

## Preparación
La receta básica para el demi-glace la proporcionó el cocinero francés Auguste Escoffier, que a menudo se considera que estableció el método de la cocina francesa, así como la recopilación de muchas de las recetas de la tradicional cocina francesa. Aunque muchas recetas de demi-glace comienzan con la  preparación primero realizando fondo de ternera luego se le agrega la 1/4 parte del vino tinto hasta crear un salsa marrón. Una vez terminada, dejar a fuego lento para conservarla caliente.La salsa demi-glace se mantiene muy bien. Cerca de seis meses en el refrigerador o congelada indefinidamente.

## Empleos
Se utiliza para carnes de ternera. Aunque claro, podría mezclarse con otros tipos de carne, como caza y pato. Incluso se acompaña con verduras.
Sirve para la realización de salsas derivadas de la demi-glace. Es una salsa básica para la preparación de platos en la Cocina francesa